# بخش مدیسون (شهرستان جکسون، اوهایو)
بخش مدیسون (به انگلیسی: Madison Township) یک منطقهٔ مسکونی در ایالات متحده آمریکا است که در شهرستان جکسون، اوهایو واقع شده‌است.
 بخش مدیسون ۱۱۷٫۶ کیلومتر مربع مساحت و ۲٬۱۸۸ نفر جمعیت دارد و ۲۴۲ متر بالاتر از سطح دریا واقع شده‌است.